# Violettstrupig glansstjärt
Violettstrupig glansstjärt (Metallura baroni) är en fågel i familjen kolibrier.

## Utseende och läte
Violettstrupig glansstjärt är en medelstor (10–11 cm) mestadels grön kolibri med hos hanen påfallande violett stripe. Båda könen har enfärgat mörkt olivgrön ovansida och en rak svart näbb. Undersidan har samma färg som ovansidan hos hanen, förutom den violetta strupen, och himmelsblå stjärt med gulgrön undersida. Honans undersida är vitgrå med tätt fläckad olivgrön strupfläck och de yttre stjärtpennorna har undertill vita spetsar. Lätet består av en snabb drill följt av sex ljusa fallande pip och ett ännu ljusare "tippit-trree" på slutet.

## Utbredning
Fågelns utbredningsområde är i páramo (höglänta gräsmarker) i Anderna i södra centrala Ecuador (Azuay). Den behandlas som monotypisk, det vill säga att den inte delas in i några underarter.

## Status
IUCN kategoriserar arten som sårbar.

## Namn
Fågelns vetenskapliga artnamn hedrar Oscar Theodor Baron (1847-1926), tysk ingenjör även verksam som samlare av specimen i Kalifornien, Mexiko, Ecuador och Peru.